# Mouriri tuberculata
Mouriri tuberculata là một loài thực vật có hoa trong họ Mua. Loài này được Morley & K. Thomsen mô tả khoa học đầu tiên năm 1997.